# Autodifusão
Autodifusão, em termos simples, é  processo de difusão com átomos de mesma espécie, ou pode-se definir a autodifusão como um processo de difusão que ocorre entre os constituintes de uma mistura de gases, por exemplo, cujas partículas são praticamente iguais, como é o caso de isótopos de um mesmo elemento. De acordo com a definição da IUPAC, coeficiente de autodifusão é o coeficiente de difusão {\displaystyle D_{i}^{*}} de espécies {\displaystyle i} quando o gradiente de potencial químico iguala-se a zero. Isto é relacionado ao coeficiente de difusão {\displaystyle D_{i}} pela equação:
{\displaystyle D_{i}^{*}=D_{i}{\frac {\partial \ln c_{i}}{\partial \ln a_{i}}}.}
Aqui, {\displaystyle a_{i}} é a atividade das espécies {\displaystyle i} na solução e {\displaystyle c_{i}} é a concentração de {\displaystyle i}. Este termo é geralmente considerado igual à difusão do traçador determinada pela observação do movimento de um isótopo  no material de interesse.